# Берчулес
Берчулес (на испански: Bérchules) е населено място и община в Испания. Намира се в провинция Гранада, в състава на автономната област Андалусия. Общината влиза в състава на района (комарка) Алпухара Гранадина. Заема площ от 69 km². Населението му е 822 души (по данни от 2010 г.). Разстоянието до административния център на провинцията е 108 km.